# فايز رسامني
فايز رسامني (وُلد عام 1975) هو رجل أعمال لبناني ووزير الأشغال العامة والنقل في الحكومة اللبنانية الحالية. يتمتع رسامني بخبرة واسعة في مجالات متعددة مثل العقارات، الاستثمارات والأعمال الخيرية. معروف بمسيرته المهنية المتميزة وقدرته على دفع نمو المؤسسات وتعزيز الابتكار في القطاعات التي يعمل فيها.

## الحياة المبكرة والتعليم
وُلد فايز رسامني في لبنان في عام 1975. حصل على شهادة بكالوريوس في إدارة الأعمال من جامعة ريتشموند في لندن، كما أكمل دراسته في كلية لندن للأعمال. أضاف إلى مؤهلاته الأكاديمية من خلال إتمام برامج التعليم التنفيذي في كلية هارفارد للأعمال وكلية ستانفورد للدراسات العليا في الأعمال، مما ساعده في تطوير مهاراته القيادية والإدارية.

## المسيرة المهنية
بدأ فايز رسامني مسيرته المهنية كرائد أعمال محترف، حيث ترأس شركة رسامني يونس للسيارات (RYMCO)، وهي واحدة من أبرز الشركات الرائدة في تجارة السيارات في لبنان. قام بتطوير الشركة وتوسيع نطاق أعمالها في الأسواق اللبنانية والعالمية من خلال شراكات مع علامات تجارية عالمية. كما شارك رسامني في تأسيس شركة RS THE GRACE INVESTMENTS القابضة التي تدير عملياتها في أكثر من 35 سوقًا تجاريًا حول العالم، مما ساعد على تعزيز التعاون التجاري بين لبنان ودول أخرى. كما أطلق شركة رسارية للاستثمار العقاري، بالإضافة إلى شركة السامرية للسيارات في قطر، مما ساعد في تعزيز حضوره الإقليمي.

#### المناصب القيادية
شغل فايز رسامني العديد من المناصب القيادية في مؤسسات مختلفة، حيث كان رئيسًا لعدة شركات من ضمنها شركة RS THE GRACE INVESTMENTS وشركة رسامني يونس للسيارات. كما كان عضوًا نشطًا في منظمة الرؤساء الشباب (YPO)، حيث شغل أدوارًا قيادية متعددة، مثل رئيس الفرع ومسؤول التعليم ومسؤول العضوية.

#### الأعمال الخيرية والأثر الاجتماعي
له دور بارز في العمل الخيري والمجتمعي، حيث أسس العديد من المبادرات التي تركز على التعليم والرعاية الصحية. من بين هذه المبادرات مؤسسة The Tipping Point في المملكة المتحدة، التي تدعم التقدم التعليمي للطلاب في لبنان. كما ترأس جمعية رعاية المرضى (PCare)، التي تعمل على توفير الرعاية الصحية الطارئة للمرضى في لبنان.

## تعيينه وزيرًا للأشغال العامة والنقل
في 8 فبراير 2025، عُين فايز رسامني وزيرًا للأشغال العامة والنقل في الحكومة اللبنانية الجديدة التي ترأسها الرئيس نواف سلام. يُعتبر رسامني من الشخصيات البارزة في مجال الأعمال، مما يجعله مؤهلًا لتولي هذا المنصب الحيوي الذي يتطلب خبرة في إدارة المشاريع وتطوير البنية التحتية.
وفي 14 فبراير، بعد عدة أيام من توليه منصبه، قرر منع هبوط طائرة تابعة لشركة ماهان إير الإيرانية بناءً على تحذير من إسرائيل بأن الطائرة تحمل أموالًا غير قانونية موجهة لحزب الله، وهو قرار أثار انتقادات ومعارضة وأدى إلى استباكات في العديد من المناطق في البلاد. كما اندلعت احتجاجات من قبل أنصار حزب الله على الطرق المؤدية إلى مطار بيروت الدولي، ونتيجة لذلك، صرح رسامني بأن وجود مطار رسمي ثانٍ في لبنان أمر ضروري، مما يعني بدء تجديد وترميم مطار رينيه معوض.
وفي مقابلة تلفزيونية له في 1 أبريل 2025، قال رسامني إنّ مطار بيروت الدولي يتمتع بمستوى عالي من الحماية، وإنّ جهاز الأمن في المطار يعمل بشدة لإحباط أي محاولة تهريب عبر المطار. كما قال إنّ المطار تحت سلطة الدولة فقط. وفيما يتعلق بهبوط الطائرات الإيرانية، قال الوزير إنّ لا يوجد تفاوض بين لبنان وإيران حول هذا الموضوع، وقرار منع الهبوط لا يزال ساريًا.

## الحياة الشخصية
فايز رسامني متزوج من السيدة أسما أبو عز الدين ولهما ثلاثة أولاد.

## أنظر أيضًا
مجلس الوزراء اللبناني
حكومة نواف سلام